# Ховард, Линда
Линда Ховард (англ. Linda Howard — Linda S. Howington, настоящее имя — Линда Ховингтон, англ. Linda S. Howington; род. 1950) — американская писательница, автор современных любовных романов и триллеров.
Родилась в Гадсдене (штата Алабама). Пробовала писать начиная с 9 лет, но к результатам труда относилась критически, поэтому до 20 лет писала романы в стол.
Работала в компании-грузоперевозчике, когда познакомилась со своим будущим мужем Гэри Ховингтоном, который вдохновил её на издание первой книги. Первый роман Ховард вышел в издательстве «Silhouette Books» в 1982 году.
Написала более 50 книг, многие из которых переведены на разные языки мира, некоторые стали бестселлерами по версии New York Times. Дважды становилась финалисткой премии RITA 
.

### Несерийные произведения
- All That Glitters (1982)
- An Independent Wife (1982)
- Against the Rules (1983)
- Come Lie With Me (1984)
- Lake of Dreams (1985)
- Слезы изменника — Tears of the Renegade (1985)
- The Cutting Edge (1985)
- The Way Home (1991)
- Overload (1993)
- Огненное сердце — Heart of Fire (1993)
- Лицо из снов — Dream Man (1995)
- У любви свои законы — After the Night (1995)
- Под покровом ночи — Shades of Twilight (1996)
- Непорочная белизна — White Out (1997)
- Сокровище души — Son of the Morning (1997)
- Lake of Dreams (1998)
- Теперь ты её видишь — Now You See Her (1998)
- Голубая луна — Blue Moon (1999)
- Мистер Совершенство — Mr. Perfect (2000)
- Открытие сезона — Open Season (2001)
- Умереть, чтобы угодить — Dying to Please (2002)
- Cry no More (2003)
- Killing Time (2005)
- Все краски ночи — Cover Of Night (2006)
- Испытание любви — Up Close and Dangerous (2007)
- Он не ангел — Death Angel (2008)
- Burn (2009)
- Ice (2010)
- Veil of Night (2010)
- Prey (2011)
- Shadow Woman (2013)
- Troublemaker (2016)
- Frost Line (с Линдой Уинстед Джонс, 2016)

### Сара
1. Sarah’s child (1985)
2. Almost forever (1986)
3. Bluebird winter(1987)

### Кэлл Сэйбин
1. Midnight rainbow (1986)
2. Diamond Bay (1987)
3. Heartbreaker (1987)
4. White lies (1988)

### Семья Маккензи
1. MacKenzie’s mountain (1989)
2. MacKenzie’s mission (1992)
3. MacKenzie’s pleasure (1996)
4. MacKenzie’s magic (1996)
5. A game of chance (2000)

### Запад
1. Леди с Запада — A lady of the west (1990)
2. Ручей любви — Angel creek (1991)
3. Огненное прикосновение — The touch of fire (1992)

### Данкен и Эванджелина
1. Duncan’s bride (1990)
2. Loving Evangeline (1994)

### Джон Медина
1. Скажи мне все — Kill and tell (1998)
2. Рискуя и любя — All the Queen’s men (1999)
3. Если повезет — Kiss me while I sleep (2004)

### Блэр Мэллори
1. Всего одна неделя — To Die For (2004)
2. Охота за красоткой — Drop Dead Gorgeous (2006)

### Рейнтри (совместная серия)
1. Линда Ховард — Рейнтри: Инферно; 2. Линда Уинстед Джонс — Raintree: Haunted; 3. Беверли Бартон — Raintree: Sanctuary
1. Рейнтри: Инферно — Raintree: Inferno (2007)

### Вампиры (совместная серия)
1. Линда Ховард (с Линдой Уинстед Джонс) — Blood Born; 2.Линда Уинстед Джонс — Warrior rising
1. Blood Born (2010)

### Мужчины из Батл-Ридж (с Линдой Уинстед Джонс)
1. Running Wild (2012)

## Фильмография
- Loving Evangeline (2001) — ТВ фильм по роману Loving Evangeline